# Ósvör
Ósvör è un museo marittimo ubicato a Bolungarvík sulla penisola di Vestfirðir in Islanda.
Il sito museale illustra la vita dei pescatori islandesi fino agli inizi del XX secolo attraverso una ricostruzione di vecchie capanne di pescatori in pietra e torba che un tempo erano adibite a porto per barche a remi.
Oltre delle sale per la salatura e per l'essiccazione del pesce, vi sono presenti anche vari tipi di attrezzature e strumenti che sono stati utilizzati per la pesca. Una barca a remi tradizionale detta Ölver è anche in mostra.
Sul sito, i visitatori sono accolti da una guida vestita col tipico abito di pelle simile a quello che portavano il marinai islandesi in quel tempo (ingrassato con olio di visone o grasso di pelle convenzionale).